# Somlószőlős
Somlószőlős är en ort (by) i provinsen Veszprém i västra Ungern. Orten har 598 invånare (2024), på en yta av 19,45 km². Den ligger cirka 17 kilometer nordväst om Ajka.